# Nazionale maschile di rugby a 7 della Nuova Zelanda
La nazionale di rugby a 7 della Nuova Zelanda è la selezione che rappresenta la Nuova Zelanda a livello internazionale nel rugby a 7. Partecipa regolarmente a tutti i tornei delle World Rugby Sevens Series, alla Coppa del Mondo di rugby a 7 e ai Giochi del Commonwealth. A partire dal 1º giugno 2012 la squadra viene ufficialmente chiamata All Blacks Sevens.
Gli All Blacks Sevens sono la squadra che ha vinto in assoluto più World Series, vincendo finora tredici trofei in ventuno edizioni disputate. Hanno anche disputato quattro finali di Coppa del Mondo vincendo il titolo mondiale tre volte: nel 2001 la Nuova Zelanda ha sconfitto in finale l'Australia 31-12, nel 2013 i neozelandesi si sono imposti 33-0 contro l'Inghilterra, e nell'edizione successiva del 2018 si sono confermati nuovamente campioni sconfiggendo ancora una volta l'Inghilterra 33-12; nel 2005 la Nuova Zelanda è stata invece superata dalle Figi di Waisale Serevi che in finale hanno vinto 29-19.
Gli All Blacks Sevens sono anche la squadra che ha vinto il maggior numero di medaglie d'oro assegnate ai Giochi del Commonwealth da quando il rugby a 7 è stato introdotto tra le discipline ufficiali.
Il torneo olimpico inaugurale, disputato durante i Giochi di Rio de Janeiro 2016, si è rivelato molto deludente per la Nuova Zelanda: nonostante le due sconfitte subite nella fase a gironi i neozelandesi sono riusciti ad accedere alla fase ad eliminazione diretta, ma nei quarti di finale hanno dovuto affrontare i futuri campioni delle Figi soccombendo 12-7. A Tokyo 2020 la selezione, superando il Canada ai quarti di finale e la Gran Bretagna in semifinale, raggiunge invece la finale dove viene sconfitta 12-27 dalle Figi, conquistando la medaglia d'argento. A Parigi 2024 la selezione viene eliminata ai quarti di finale dal Sudafrica, classificandosi poi al quinto posto.

## Palmarès
- Giochi olimpici

Tokyo 2020: medaglia d'argento
- Coppa del Mondo di rugby a 7: 3

2001, 2013, 2018
- World Rugby Sevens Series: 13

1999-00, 2000-01, 2001-02, 2002-03, 2003-04, 2004-05, 2006-07, 2007-08, 2010-11, 2011-12, 2012-13, 2013-14, 2019-20
- Giochi mondiali

Akita 2001: medaglia di bronzo
- Giochi del Commonwealth

Kuala Lumpur 1998: medaglia d'oro
Manchester 2002: medaglia d'oro
Melbourne 2006: medaglia d'oro
Delhi 2010: medaglia d'oro
Glasgow 2014: medaglia d'argento
Gold Coast 2018: medaglia d'oro

## Partecipazioni ai principali tornei internazionali
- 2016: 5º posto
- 2020:  2º posto
- 2024: 5º posto

- 1993: quarti di finale
- 1997:  semifinali
- 2001:  1º posto
- 2005:  2º posto
- 2009: quarti di finale
- 2013:  1º posto
- 2018:  1º posto
- 2022:  2º posto

- 1999-00:  1º posto
- 2000-01:  1º posto
- 2001-02:  1º posto
- 2002-03:  1º posto
- 2003-04:  1º posto
- 2004-05:  1º posto
- 2005-06: 4º posto
- 2006-07:  1º posto
- 2007-08:  1º posto
- 2008-09: 4º posto
- 2009-10:  2º posto
- 2010-11:  1º posto
- 2011-12:  1º posto
- 2012-13:  1º posto
- 2013-14:  1º posto
- 2014-15:  3º posto
- 2015-16:  3º posto
- 2016-17: 4º posto
- 2017-18:  3º posto
- 2018-19:  3º posto
- 2019-20:  1º posto

- 1998:  1º posto
- 2002:  1º posto
- 2006:  1º posto
- 2010:  1º posto
- 2014:  2º posto
- 2018:  1º posto